# The Machinery of Freedom
The Machinery of Freedom är en facklitteratur av David D. Friedman som förespråkar ett anarkokapitalistiskt samhälle ur ett konsekventialistiskt perspektiv.
Boken gavs ut 1973, med en andra upplaga 1989 och en tredje upplaga 2014.

## Översikt
Boken syftar till att visa att lag och dess efterlevnad inte kräver en stat, utan kan upprätthållas av icke-tvingande privat företagande och välgörenhet. Den utforskar konsekvenserna av frihetligt tänkande, beskriver exempel på statslösa samhällen (som Fristaten Island) och ger författarens personliga uttalande om varför han blev en libertarian. Ämnen som tas upp i boken inkluderar polycentrisk lag och tillhandahållande av allmänna nyttigheter som militärt försvar i ett statslöst samhälle. Friedman hävdar att ett statslöst rättssystem skulle vara fördelaktigt för samhället som helhet, inklusive de fattiga.
Medan vissa böcker som stöder liknande libertarianska och anarkokapitalistiska åsikter erbjuder stöd i termer av moral eller naturliga rättigheter, argumenterar Friedman (även om han uttryckligen förnekar att han är utilitarist) här till stor del i termer av effekterna av hans föreslagna politik.
Friedman antar att allt som görs av regeringen kostar minst dubbelt så mycket som en privat tillhandahållen motsvarighet, som har stämplats som hans eponyma lag: "Det kostar varje regering minst dubbelt så mycket att göra något som det kostar någon annan." Han ger exempel som bevis som en jämförelse av kostnaden för United States Postal Services kostnader för paketleverans med kostnaderna för privata transportörer och kostnaden för den sovjetiska regeringen kontra marknadsbaserade tjänster i väst.

## Mottagning
Institute of Public Affairs, en libertariansk tankesmedja i Australien, inkluderade The Machinery of Freedom i en lista över de 20 bästa böckerna du måste läsa innan du dör 2006.
Tidskriften Liberty utnämnde boken till en av de tio bästa libertarianska böckerna, och prisade Friedman för att han tog itu med problemen relaterade till privata nationella försvarssystem och försökte lösa dem.

## Relaterade böcker
- The Problem of Political Authority av Michael Huemer bygger på Friedmans vision om ett anarkokapitalistiskt samhälle i detalj
- Chaos Theory av Robert P. Murphy
- Order Without Law av Robert Ellickson
- For a New Liberty av Murray Rothbard
- The Market for Liberty av Linda och Morris Tannehill
- The Enterprise of Law av Bruce L. Benson